# (24120) Jeremyblum
(24120) Jeremyblum est un astéroïde de la ceinture principale d'astéroïdes.

## Description
(24120) Jeremyblum est un astéroïde de la ceinture principale d'astéroïdes. Il fut découvert le 3 novembre 1999 à Socorro (Nouveau-Mexique) par le projet LINEAR. Il présente une orbite caractérisée par un demi-grand axe de 2,98 UA, une excentricité de 0,11 et une inclinaison de 0,6° par rapport à l'écliptique.

## Compléments